# Pseudolasius binghami
Pseudolasius binghami är en myrart som beskrevs av Carlo Emery 1911. Pseudolasius binghami ingår i släktet Pseudolasius och familjen myror.

## Underarter
Arten delas in i följande underarter:
- P. b. binghami
- P. b. taivanae